# Константин X Дука
Константин X Дука (на гръцки: Κωνσταντίνος Ι΄ Δούκας, 1006 – май 1067) е император на Византийската империя от 1059 до 1067 г. и основател на императорската династия Дука.

## Произход и възкачване на престола
Константин X Дука е син на Андроник Дука, благородник от Пафлагония, който заема длъжността стратег на тема Паристрион. Константин придобива влияние в императорския двор, след като се жени за Евдокия Макремволитиса, племенница на константинополския патриарх Михаил Керуларий. Типичен представител на константинополската аристократична интелигенция, той се отличавал най-вече със способността си да води безкрайни реторически дебати по различни философски и теологични въпроси.
През 1057 г. Константин Дука подкрепя възцаряването на Исак I Комнин, но скоро след това преминава към противниците на реформената политика на новия император. Благодарение на позицията си, придворните интриги и влиянието на Михаил Псел, през ноември 1059 г. Константин Дука е избран за наследник на Исак I Комнин и на 24 ноември 1059 г. е коронясан за император.

## Управление

### Вътрешна политка
Новият император побързва да закрепи позициите на новата династия, като приобщава синовете си към властта и назначава брат си Йоан Дука за кесар. Вътрешната политика на Константин X е насочена към задоволяване на интересите на дворцовата бюрокрация и църквата, и във вреда на военните. Той награждава с дарения и постове столичните благородници, които са негови политически привърженици. Отменя мерките на Исак I, насочени към укрепване на армията.
Императорът съкращава финансовата издръжка на армията, намалява броя на военните учения и освобождава от служба 50 хил. войници от Арменския корпус, като по този начин обезсилва византийските въоръжени сили в най-неподходящия за империята момент, съвпадащ с активизирането на селджукските турци и техните тюркски съюзници в Мала Азия. Тази политика на Константин X Дука го прави изключително непопулярен сред поддръжниците на Исак I Комнин и в средите на военната аристокрация, които през 1061 г. организират неуспешен опит за убийството на императора.
Константин X Дука става непопулярен и сред населението на империята, след като е принуден да увеличава данъците в опит да набере средства за издръжката на наемните войски и раздутия административен апарат, които струват скъпо. Тези фактори, заедно с липсата на ромейски доброволци в армията, закрепостяването и обедняването на селяните, корупцията и външнополитическите проблеми, допринасят за упадъка на държавата. Императорът се опитва да спечели подкрепа, като основава и финансира манастири и приюти за бездомни.

### Външна политика
По време на Константин X Дука Византия губи повечето от териториите си в Апулия, Южна Италия, завладени от норманите на Робер Гискар. В Италия империята запазва единствено земите около Бари. През 1064 г. в малоазийските територии на империята нахлуват селджуците, предвождани от Алп Арслан, а на следващата 1065 г. се случва голямото нашествие на узите в балканските владения на Византия. По същото време Белград е изгубен от унгарците. В 1066 г. избухва въстанието на българите в Тесалия начело с Никулица Делфина.

## Смърт и наследници
Стар и болнав, когато се възкачва на византийския престол, Константин X Дука умира на 22 май 1067 г. Наследен е от двамата си сина, от името на които като регент управлява майка им Евдокия Макремволитиса.

## Семейство
Константин X е бил женен два пъти. Не е известно дали той е имал деца от първата си съпруга, дъщеря на Константин Даласин. От втория си брак с Евдокия Макремволитиса Константин X има седем деца:
- Михаил VII Дука
- Андроник Дука, съимператор
- Анна Дукина
- Теодора-Анна Дукина
- Констанций Дука
- Зоя Дукина
- едно дете, починало рано